# Ryszard Bugajski
Ryszard Bugajski est un réalisateur polonais né le 27 avril 1943 à Varsovie et mort le 7 juin 2019 dans la même ville.

## Filmographie
- 1989 : L'Interrogatoire (Przesłuchanie)
- 1991 : La Vengeance du loup (en)